# Аккерман, Ханс Людвиг
Ханс Лю́двиг А́ккерман (нем. Hans Ludwig Ackermann; 13 марта 1587, Гейдельберг — 13 октября 1640, Грац) — немецкий скульптор-маньерист, ставший одним из наиболее уважаемых мастеров Граца своего времени, заодно с этим выступая советником существовавшей тогда в городе организации, под названием братство живописцев. Наиболее крупной его работой стала реставрация собора в Загребе в 1630-ом году.

## Биография
Данные о раннем этапе жизни Аккермана и об уровне его образования неизвестны. Первое упоминание датируется 11 мая 1612 года, в нём он фигурирует как плотник и скульптор, работающий в Юденбурге.
В 1615 году Аккерман переехал в Грац, где женился и открыл скульптурную мастерскую. За время, прожитое в этом городе, он выполнил множество заказов на создание скульптур и алтарей для религиозных учреждений, большинство из которых не сохранилось до наших дней.
В 1631 году по приглашению епископа переехал в Загреб, для создания алтаря Загребского собора. Через 200 лет алтарь был разрушен, а его уцелевшие части переданы в другие храмы. Одна из сохранившихся композиций в виде Девы Марии с младенцем на руках, окружённой шестью ангелами, позднее была возвращена в собор и находится там до сих пор.